# Carcere di Spandau
Il carcere di Spandau è stato un penitenziario situato nell'omonimo quartiere di Berlino. Fu costruito nel 1876 e demolito nel 1987 dopo la morte del suo ultimo recluso, Rudolf Hess, per impedire che divenisse un "santuario" dei movimenti neo-nazisti.

## Storia
La prigione fu costruita nel 1876 per i reati militari. A partire dal 1919 fu usata anche per detenzioni civili e arrivò ad ospitare più di 600 persone. Subito dopo l'incendio del Reichstag (1933) il giornalista comunista e oppositore di Hitler Egon Kisch fu trattenuto nel carcere per un breve periodo e in seguito espulso dalla Germania in favore della natia Cecoslovacchia.
Dopo la seconda guerra mondiale fu preso in carico dalle Nazioni vincitrici (Stati Uniti, Unione Sovietica, Regno Unito e Francia) e usato come dimora per i criminali di guerra nazisti condannati a pene detentive al termine del processo di Norimberga.
Solo sette prigionieri rimasero, quindi, all'interno delle celle, trasferiti da Norimberga il 18 luglio 1947. Essi erano:
| Nome                   | Entità della condanna | Data di uscita | Note                                   |
| ---------------------- | --------------------- | -------------- | -------------------------------------- |
| Rudolf Hess            | Carcere a vita        | 1987           | Deceduto in carcere                    |
| Walter Funk            | Carcere a vita        | 16 maggio 1957 | Uscita anticipata per motivi di salute |
| Erich Raeder           | Carcere a vita        | 1955           | Uscita anticipata per motivi di salute |
| Albert Speer           | 20 anni               | 1966           |                                        |
| Baldur von Schirach    | 20 anni               | 1966           |                                        |
| Konstantin von Neurath | 15 anni               | 1954           | Uscita anticipata per motivi di salute |
| Karl Dönitz            | 10 anni               | 1956           |                                        |

Come si può evincere dalla tabella, solo in quattro scontarono integralmente la sentenza. Dal 1966 al 1987 Hess rimase l'unico "abitante" del penitenziario. L'unica sua compagnia era costituita dal guardiano Eugene K. Bird e con lui instaurò un rapporto di amicizia. Bird scrisse un libro sulla prigionia del gerarca intitolato The Loneliest Man in the World.
Spandau fu una delle uniche due strutture rimaste in esercizio presso gli Alleati anche dopo lo scioglimento del comando per la gestione delle zone di occupazione: l'altra era il Berlin Air Safety Center. Le quattro potenze vincitrici si spartivano la sorveglianza in turni della durata di un mese per ognuna, avendo pertanto in giurisdizione un totale di tre mesi all'anno. La bandiera issata sul palazzo del Comando Alleato indicava anche la Nazione che in quel momento controllava la prigione.

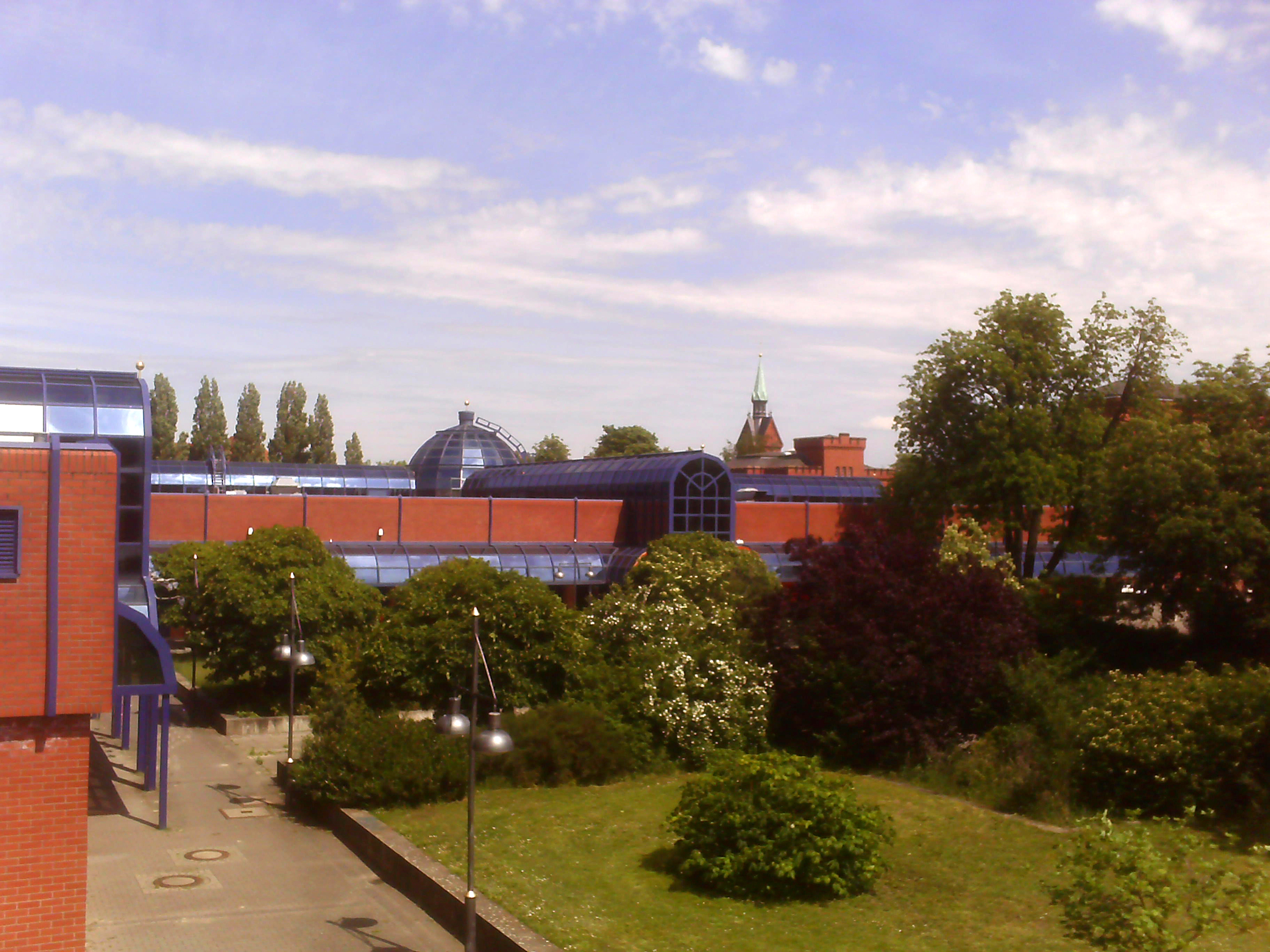
La Britannia Centre di Spandau 2009

Nel 1987 il carcere fu abbattuto, principalmente per prevenire eventuali "pellegrinaggi" a opera di movimenti neo-nazisti, dopo la morte di Hess. Sul sito sorsero un parcheggio e un negozio dei NAAFI (la Britannia Centre Spandau), le macerie, invece, furono sbriciolate e disperse nel Mare del Nord.
Al 2006 il suolo è occupato da un supermercato della catena Kaiser e da un punto vendita di elettronica Media Markt.

## La struttura
La prigione era originariamente concepita per accogliere una popolazione carceraria di centinaia di unità. Constava di un vecchio edificio di mattoni racchiuso da un muro di 4,5 m, uno da 9, uno da 3 elettrificato e, infine, una barriera di filo spinato. In aggiunta, alcuni dei 60 robusti soldati in servizio occupavano le nove torri di guardia, dotate di mitragliatrice, 24 ore su 24. Per via dell'elevato numero di vani disponibili in rapporto all'esiguo numero di detenuti, tra una cella occupata e l'altra ve n'era una vuota, questo per impedire le comunicazioni in Codice Morse. Altri moduli di quel braccio furono destinati ad altri usi quali la biblioteca interna e la cappella. Le celle misuravano approssimativamente 3 × 2,7 × 4 m.

### Il cortile
La parte migliore del penitenziario, secondo la percezione dei condannati, era il cortile, molto spazioso se pensiamo allo sparuto gruppo di persone che lo calpestavano. In origine la superficie era stata divisa in piccole zone che ogni prigioniero poteva usare come voleva, ad esempio per coltivare piante: Dönitz preferiva i fagioli, Funk i pomodori e Speer i fiori (sebbene la direzione sovietica glielo avesse proibito per un certo periodo). Secondo il regolamento tutti i prodotti del cortile dovevano essere destinati alla cucina interna, tuttavia questa norma era spesso ignorata sia dalle guardie sia dai detenuti e il raccolto finiva per integrare l'alimentazione dei secondi. Successivamente, quando le norme in materia divennero più permissive e alcuni condannati erano troppo apatici o malati per occuparsi del loro pezzetto di terra, il cortile fu convertito in una grande aerea utilizzabile per vari scopi. Quest'evento suscitò l'interesse dell'architetto Speer, il quale, data la minore età e la maggiore vitalità rispetto ai suoi compagni di prigionia, prese in carico le operazioni per trasformare il piazzale in un enorme e complesso giardino completo di vialetti, aiuole rocciose ed esposizioni floreali. Nei giorni in cui non era consentito l'accesso al giardino, ad esempio causa maltempo, i detenuti spendevano il loro tempo realizzando buste tutti insieme nel corridoio principale.

### Controversie
Prima che gli Alleati attuassero la requisizione (1946), se si escludono altri cento criminali di guerra, Spandau ospitava più di 600 persone. Oltre ai 60 uomini di sorveglianza vi erano squadre di vigilanti professionisti civili provenienti da tutte le Nazioni vincitrici, quattro direttori con relativo staff, quattro medici militari, cuochi, interpreti, camerieri, facchini e altri ancora.
Tutto ciò era percepito come una precaria gestione delle risorse umane disponibili, e divenne un serio oggetto di contenzioso tra i direttori, i politici dei Paesi vincitori e, in special modo, la municipalità di Berlino Ovest, la quale era stata lasciata in disparte a patire l'assenza di un valido luogo di detenzione. Il dibattito circa l'incarceramento di sette criminali bellici in una prigione così grande, attorniati da un altrettanto vasto e costoso personale, accrebbe proporzionalmente con il passare degli anni e il rilascio dei carcerati. Raggiunse il suo culmine nel 1966, quando Speer e Schirach vennero liberati ed Hess rimase l'unico recluso. Varie proposte furono espresse per porre rimedio alla disputa, spaziando dallo spostamento di Hess in un braccio "su misura" di un altro grande carcere esistente alla messa dell'uomo agli arresti domiciliari. Nonostante tutto Spandau rimase a disposizione esclusiva di Hess fino alla sua morte.

## La vita nel carcere

### Il regolamento
Ogni aspetto della vita in prigione era rigidamente regolato da un assurdo quanto intricato schema di norme, stilato dalle quattro potenze Alleate prima dell'effettivo arrivo dei detenuti. Se comparato con quelli esistenti all'epoca, il regolamento di Spandau era decisamente più severo.
Le lettere destinate ai familiari furono inizialmente limitate a una pagina al mese, erano altresì proibiti il dialogo tra detenuti, la lettura dei giornali, la scrittura di diari e memorie. Le visite dei parenti erano limitate ad una di quindici minuti ogni due mesi. Durante la notte le celle erano investite da un fascio di luce ogni quarto d'ora per individuare un eventuale tentativo di suicidio. Una considerevole porzione di queste norme furono in seguito attenuate o sistematicamente ignorate dal personale.
I direttori e i sorveglianti delle potenze occidentali (USA, Regno Unito e Francia) si opposero ripetutamente all'introduzione di prescrizioni più rigide, comportando un clima di tensione costante tra questi e i loro superiori per tutto il periodo dell'esistenza di Spandau e palesemente snobbato dall'Unione Sovietica, sostenitrice del pugno di ferro. Non solo, lo Stato comunista, che in guerra aveva pagato un altissimo tributo di sangue (19.000.000 di civili) e in precedenza aveva fatto pressione sugli altri Paesi affinché i criminali di Spandau fossero giustiziati, era ora riluttante a compromettere la propria immagine su questo argomento, a causa dei giochi di potere scaturiti dall'evolversi della Guerra fredda. Tutto ciò contrastava apertamente con la situazione del carcere di Werl, dove erano reclusi centinaia di ex ufficiali e soldati nazisti di basso rango sottoposti ad una regolamentazione più morbida.

### La giornata tipo
Tutti i giorni ai condannati erano imposte, a partire dalle ore 6, la sveglia, l'igiene personale, la pulizia delle celle insieme al corridoio e la colazione. Successivamente restavano in giardino, tempo permettendo, fino all'ora di pranzo, dopo il pasto tornavano in cella per avere un poco di riposo, salvo poi spostarsi nuovamente in cortile. La cena era servita alle 17 e da quel momento i prigionieri permanevano nelle loro celle fino alle 6 del giorno dopo. Le luci venivano spente alle 22. I reclusi potevano usufruire del barbiere, se necessario, ogni lunedì, mercoledì e venerdì e del lavaggio della propria biancheria solo il lunedì. Questa prassi, ad eccezione del soggiorno in cortile, cambiò molto poco nel corso degli anni, sebbene ogni nazione direttrice adottasse una propria interpretazione del regolamento.
Entro i primi anni dall'arrivo dei gerarchi a Spandau si erano instaurate le più disparate reti clandestine di comunicazioni grazie a del personale compiacente. Queste linee provenienti dal mondo esterno scavalcavano la censura, i limiti imposti dalle autorità e avevano una capacità di informazioni virtualmente illimitata. Siccome ogni pezzo di carta consegnato ai condannati era registrato e controllato, le missive segrete erano principalmente redatte su carta igienica, le cui forniture non erano mai esaminate. Molti dei condannati trassero enormi vantaggi da questa attività illecita. Albert Speer, vedendosi negato il permesso di scrivere le sue memorie, riuscì comunque a buttare su carta le sue esperienze e le sue sensazioni durante il servizio nel Terzo Reich e a diffonderle all'esterno. Gli scritti di Speer furono poi raccolti in un libro record di incassi, Memorie del Terzo Reich. Dönitz, tra le altre cose, scrisse lettere al suo ex vice circa la protezione e il prestigio di cui godeva fuori. Quando la sua liberazione era vicina, l'ammiraglio dette istruzioni a sua moglie sul modo migliore in cui l'avrebbe potuto aiutare in vista di un ritorno sulla scena politica che non avvenne mai. Funk negoziò per avere un apparente flusso costante di cognac (l'alcool era un'altra delle cose vietate per regolamento) e di altre cose da condividere con gli altri compagni di cella per ricorrenze speciali.
La grande paura dei gerarchi era costituita dai mesi di giurisdizione sovietica, molto meno transigente nel rispetto delle regole e contraddistinta da una qualità più scarsa delle razioni. Ogni mese, infatti, ciascuna direzione portava appresso il proprio cuoco, e quelle occidentali permettevano liberamente pasti più sostanziosi in contrasto con quanto riportato sul regolamento, soprattutto in termini di quantità e apporto calorico. I sovietici, invece, fin tanto che ebbero influenza sull'esistenza della prigione, solevano offrire una dieta fissa consistente in caffè, pane, zuppa e patate, tutti alimenti di qualità risibile che facevano sembrare i pasti delle direzioni occidentali un lusso. Ciò era dovuto principalmente alla riluttanza del direttore sovietico, inviso sia ai connazionali che agli occidentali, che perseverava nel mantenere questa rigida linea di condotta. Il mese sovietico rimase uno spauracchio fino alla sostituzione di tale direzione nei primi anni sessanta con una più accomodante.

## I Sette di Spandau
Gli incarcerati, ancora scossi dai dissapori e dalle lotte di potere che caratterizzarono la vita del Partito Nazionalsocialista Tedesco dei Lavoratori, si divisero idealmente in gruppi: Albert Speer e Rudolf Hess erano i "solitari", in quanto universalmente detestati da tutti gli altri - il primo perché aveva ammesso tutte le sue responsabilità nel corso del processo di Norimberga e rinnegato Hitler, il secondo sia per il suo atteggiamento antisociale che per una presunta instabilità mentale. I due ex Grandi ammiragli, Erich Raeder e Karl Dönitz, formavano un gruppo a parte per questioni di anzianità nonostante il disprezzo reciproco (nel 1943 il secondo era subentrato al primo nel comando in capo della Marina). Baldur von Schirach e Walther Funk furono descritti come "inseparabili", infine Konstantin von Neurath godeva del rispetto e della simpatia collettiva grazie al passato da diplomatico. Nonostante il tempo passato in contatto fra loro, le riconciliazioni significative furono molto poche. Degno di nota l'odio di Dönitz per Speer, resistito stoicamente per tutta la durata della pena, salvo un certo allentamento negli ultimi giorni di detenzione. L'ammiraglio ha sempre creduto alle teoria che il Führer lo avesse nominato successore grazie alla raccomandazione dell'architetto, fatto che ha permesso agli Alleati di processarlo (Speer, dal canto suo, ha sempre negato ciò).

### Albert Speer
I prigionieri erano dotati di un numero di matricola, assegnato in base all'ordine delle celle occupate, e solo con questo erano menzionati. Speer, il N.5, era il più ambizioso dei reclusi, in quanto dedicava molto tempo a una rigorosa attività fisica e mentale e si concedeva "ferie" di due settimane, a pochi mesi le une dalle altre, che lo rinfrancavano un poco dall'autoimposta routine. Scrisse in segreto due libri, la già citata autobiografia Memorie del Terzo Reich e un estratto da pagine di diario chiamato Spandauer Tagebücher. Speer si teneva occupato anche con la progettazione di una casa estiva in California per conto di un guardiano. Si cimentava, infine, in "passeggiate per il mondo" prendendo a prestito libri di viaggi e di geografia dalla biblioteca e immaginandosi gli itinerari in essi contenuti mentre girava per il cortile. Si calcola che fino al suo rilascio "percorse" più di 24.000 km.

### Erich Raeder e Karl Dönitz
Il gruppo formato da Erich Raeder e Karl Dönitz era soprannominato dagli altri compagni di prigionia "l'ammiragliato". I due venivano spesso chiamati a svolgere alcune commissioni in coppia. Raeder, data la sua simpatia per l'ordine e i sistemi rigidi, si autonominò direttore della biblioteca interna e Dönitz gli faceva da assistente. Entrambi rifiutavano il contatto con gli altri detenuti, in particolare Dönitz dichiarò per tutti i dieci anni di pena di essere ancora il legittimo presidente della Germania, mentre Raeder mostrava diffidenza, insolenza e scarsa disciplina verso tutti i compagni che non avevano ricoperto cariche militari. Nel 1956, dopo la sua scarcerazione, Dönitz produsse due libri, uno sui primi anni di vita e uno sulla carriera di ammiraglio. Raeder, dato il peggioramento delle condizioni di salute e ritenuto prossimo alla morte, fu liberato nel 1955 e morì cinque anni dopo.

### Rudolf Hess

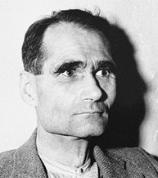
Rudolf Hess, qui ritratto a Norimberga nel 1945, fu l'ultimo detenuto del carcere di Spandau.

Anche Rudolf Hess era stato condannato all'ergastolo, ma non venne mai rilasciato per motivi di salute come Raeder, Funk o Neurath, scontando quindi la pena fino alla fine all'interno del penitenziario e per gran parte in solitudine. Noto anche come "l'uomo più pigro di Spandau", Hess evitava qualsivoglia tipo di lavoro che ritenesse inferiore alla sua dignità, come ad esempio estirpare le erbacce, ed era l'unico dei sette a non usufruire quasi mai della funzione religiosa della domenica. Paranoico e ipocondriaco di natura, lamentava di soffrire di tutti i tipi possibili di malattia, principalmente dolori di stomaco, ed era sospettoso di qualunque cibo somministratogli, arrivando a tenere il piatto il più lontano possibile da lui come mezzo per evitare l'avvelenamento. I suoi malesseri di stomaco gli causavano spesso gemiti e pianti di dolore eccessivi e difficili da contenere, sia di giorno che di notte, e costituivano ripetutamente oggetto di discussione tra i prigionieri e le direzioni. Raeder, Dönitz, e Schirach erano sdegnati da questo comportamento, e lo vedevano più come un mezzo per evitare il lavoro che legato a una sofferenza fisica reale. Speer e Funk, invece, parteggiavano per Hess, attribuendo a questi problemi un'origine psicosomatica. L'architetto, guadagnandosi l'ira degli altri, si prodigò spesso per venire incontro ai bisogni di Hess, offrendogli il cappotto per proteggerlo dal freddo e prendendo le sue difese quando un direttore o una guardia tentavano di persuadere il secondo a scendere dal letto e a compiere lavoretti. Interessante notare che a volte, quando Hess gemeva di dolore inficiando il sonno degli altri detenuti, il medico militare gli iniettava qualcosa descritto come "sedativo", che poi si è scoperto essere solo acqua distillata, che riusciva a farlo addormentare. Il fatto che Hess aggirasse sistematicamente quanto richiesto, e toccasse quindi agli altri eseguirlo, nonché il trattamento di favore a causa della malattia erano giudicati molto male da questi ultimi, al punto che "l'ammiragliato" lo fregiò del titolo di "Sua Signoria Imprigionata".
Hess era l'unico dei sette che rifiutò per oltre vent'anni qualsiasi visita per motivi di orgoglio, cedendo solamente nel 1969, quando incontrò il figlio ormai adulto e la moglie dopo che un'ulcera perforante aveva richiesto cure ospedaliere. Per paura del suo stato mentale, ora che era rimasto solo in carcere e dato che la morte era ritenuta prossima, i direttori stralciarono molte delle regole, spostandolo nello spazio più grande un tempo riservato alla cappella e dandogli un bollitore per potersi fare il tè o il caffè quando voleva. La sua cella era sempre aperta per consentirgli di accedere liberamente ai servizi igienici e alla biblioteca. Per ragioni di sicurezza, Hess dormiva in una stanza diversa tutte le notti. Quando le condizioni di salute lo richiedevano veniva trasportato all'ospedale militare britannico, collocato non lontano dalla prigione, dove gli veniva riservato, sempre sotto stretta sorveglianza, l'intero secondo piano. Le guardie provenivano dalla fanteria e dalla polizia militare inglese, mentre la scorta esterna era garantita da uno dei battaglioni all'epoca di stanza a Berlino.

## Nella cultura di massa
- Il carcere fu citato nel 1985 nel secondo film della serie cinematografica "dell'Oca selvaggia": il celebre gruppo di mercenari aveva, infatti, il compito di rapire Rudolf Hess (interpretato da Laurence Olivier).
- Il gruppo musicale Spandau Ballet, secondo una spiegazione di pura fantasia, avrebbe assunto questo nome dopo che un amico dei componenti, il giornalista e disc jockey Robert Elms, lo vide scritto nella toilette di un night club berlinese[4]. Il "balletto di Spandau" non è una descrizione gergale degli spasmi delle gambe dei condannati a morte per impiccagione all'interno del penitenziario, dato che lì non hanno avuto luogo esecuzioni di condanne a morte.
- La città di Spandau viene citata nella canzone dei Brigade 66 - Geheuchelte Humanität e in particolare viene menzionato anche uno dei detenuti Rudolf Hess.
- Il libro Spandau Phoenix di Greg Iles è un romanzo di pura fantasia su Rudolf Hess e la prigione.
- All'inizio del libro Un'anima non vile di Fred Uhlman, seguito di L'amico ritrovato, Konradin Von Hohenfels dichiara, nella sua lettera indirizzata ad Hans Schwarz prima di essere giustiziato per aver preso parte all'attentato contro Hitler, di scriverla da Spandau.